# Basílica del Señor de los Milagros (Buga)

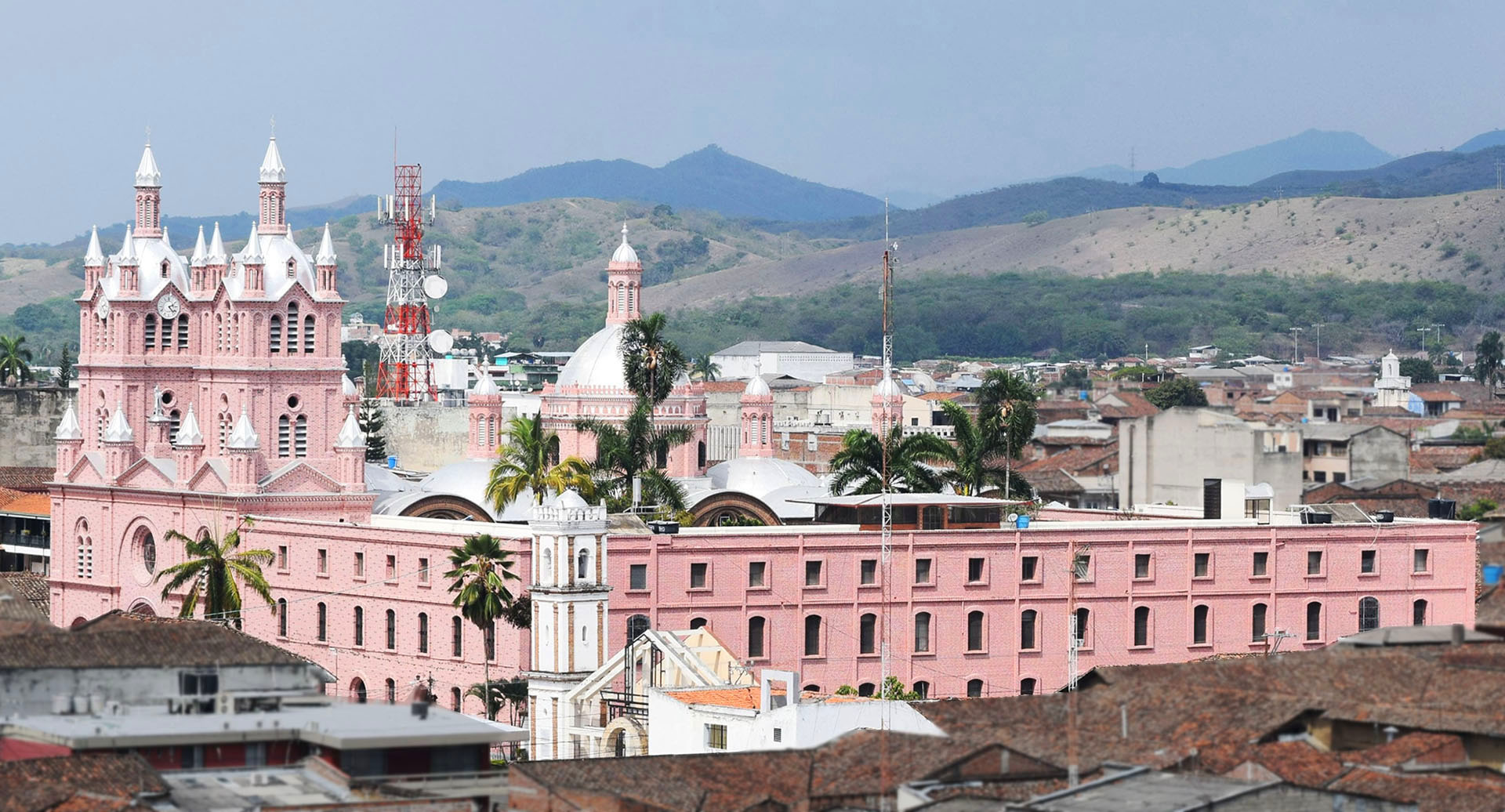
Vista lateral de la basílica

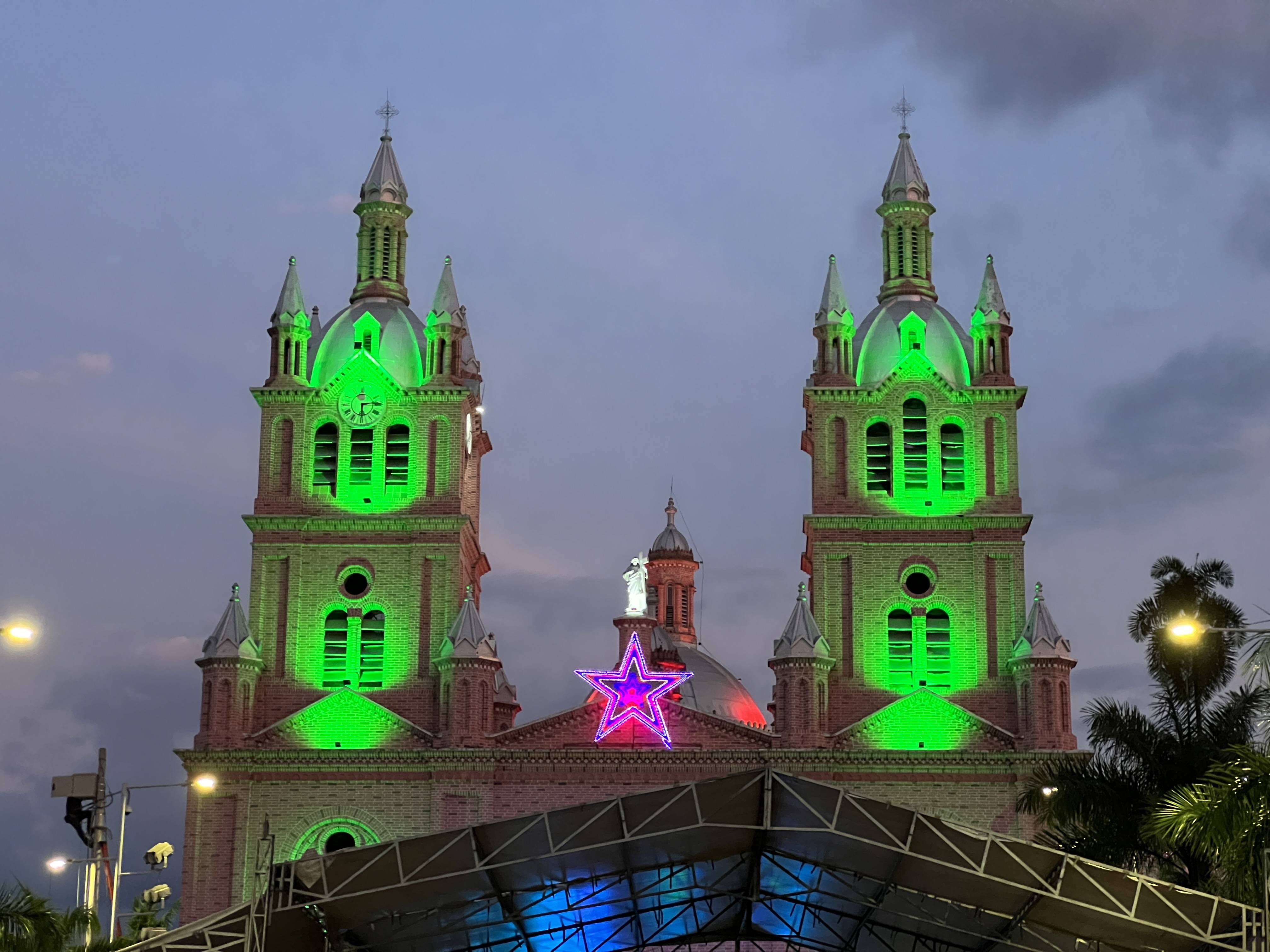
La basílica iluminada con luces de la Navidad

La basílica Menor del Señor de los Milagros de Buga es una basílica menor católica colombiana localizada en Guadalajara de Buga (Valle del Cauca), dedicada al Señor de los Milagros de Buga. Se encuentra localizada en la Zona 4 del Centro Histórico de Buga, a tres cuadras de la Catedral de San Pedro Apóstol, catedral de la diócesis de Buga, y una de la Iglesia de San Francisco de Asís, perteneciente también a esa diócesis.

## Reseña histórica
El diseño original de la basílica del Señor de los Milagros de Buga fue realizado por el redentorista alemán Juan Bautista Stiehle, el mismo diseñador de la Catedral de Cuenca, Ecuador. El hermano Juan realizó los diseños paralelamente. 
La primera piedra de la construcción fue bendecida por Juan Buenaventura Ortiz, el arzobispo de Popayán, acto en el cual el entonces presidente de los Estados Unidos de Colombia, Rafael Núñez, también participó. La construcción demoró quince años, en los cuales ocurrió, entre otras, la Guerra de los Mil Días. El 2 de agosto de 1907 el templo fue inaugurado, y el 23 de junio de 1937 el papa Pío XI le otorgó el título de basílica menor (por medio del cardenal Eugenio Maria Giuseppe Giovanni Pacelli, que luego se convertiría en el papa Pío XII).
La basílica tiene 33 m de altura y 80 m de largo, y posee un reloj francés instalado el 18 de marzo de 1909.